# Peter et Elliott le dragon
Vous lisez un « article de qualité » labellisé en 2021.
Pour l’article homonyme, voir Peter et Elliott le dragon (film, 2016).
Pour plus de détails, voir Fiche technique et Distribution.
Peter et Elliott le dragon (Pete's Dragon) est le 30e long-métrage d'animation des studios Disney. Mêlant animation et prises de vues réelles comme Mary Poppins (1964) et L'Apprentie sorcière (1971), il est réalisé par Don Chaffey et sort en 1977.
La production de Peter et Elliott le dragon est lancée en parallèle de celle des Aventures de Bernard et Bianca, sorti à l'été 1977. Malgré une animation limitée à un seul personnage, qui n'était pas prévu comme étant visible à l'origine, le film nécessite de nombreux animateurs. C'est le premier film entièrement réalisé par la nouvelle génération d'animateurs des studios après le départ des Neuf Sages de Disney. Le film utilise aussi beaucoup d'effets spéciaux, une spécialité du studio Disney. La direction parie sur une comédie musicale pour renouveler le succès de Mary Poppins, engageant même une chanteuse à succès, Helen Reddy. Mais le film ne rencontre qu'un faible succès en salles. À sa sortie, la critique fait une comparaison avec le dernier chef-d'œuvre de Walt Disney, au désavantage de Peter et Elliott. Helen Reddy est aussi pointée du doigt, mais les critiques plus tardives soulignent surtout l'absence de Walt Disney, la sentant peser sur le studio. Une sorte d'adage finit par émerger, qui vaut pour toute la période des Studios Disney de 1973 à 1988 : « Qu'aurait fait Walt ? »
Malgré cet échec, le personnage d'Elliott fait partie de l'écurie Disney au point d'avoir un char dans la parade éclectique Main Street Electrical Parade ou une apparition dans Qui veut la peau de Roger Rabbit (1988). Le film a fait l'objet d'une nouvelle adaptation, Peter et Elliott le dragon (2016).

## Synopsis
L'action se passe au début du XXe siècle à Passamaquoddy, petite ville de Nouvelle-Angleterre, plus précisément dans le Maine. L'arrivée de Peter, un orphelin d'une douzaine d'années, fuyant sa famille adoptive, ne se fait pas sans mal. Peter, qui a été acheté comme garçon de ferme par la famille Gogan, fuit cette famille abusive sur le dos d'un dragon doué d'invisibilité nommé Elliott tandis que les Gogan chantent des promesses d'un meilleur traitement pour le garçon. Mais leurs paroles trahissent les punitions sévères qu'ils prévoient. Avec un mouvement de sa queue, Elliott jette les Gogan dans la boue, offrant à Peter un peu de répit avant de s'endormir dans une barque.
Peter et Elliott visitent le village de pêcheurs de Passamaquoddy. La maladresse d'Elliott pourtant invisible donne l'impression à la population que Peter est une source de malchance. Lampie, le gardien du phare, sort d'une taverne et fait la connaissance de Peter. Il parvient à voir le dragon et, terrifié, court au village pour avertir de la présence d'un monstre. Toutefois la population ne le croit pas et attribue cela à son addiction, l'homme étant porté sur la boisson.
Le soir, caché dans une grotte en bord de mer, Peter réprimande Elliott pour les dégâts causés dans la ville. Alors qu'ils se réconcilient, Nora, la fille de Lampie, apparaît pour prévenir que Peter n'est pas en sécurité dans la grotte à cause de la marée. Après quelques explications, elle se rend compte qu'il est orphelin et qu'il n'est pas de la région. Elle lui propose de la nourriture, un lit et un abri au phare, ce qu'il accepte. Peter poursuit son histoire et raconte les abus imposés par la famille Gogan. Nora et le garçon se lient d'amitié. Elle lui raconte la disparition en mer de son fiancé Paul l'année précédente. Mais Nora s'interroge sur Elliott, quand ce dernier annonce qu'il questionnera le dragon à propos de Paul.
Le lendemain, le marchand itinérant, le Dr Terminus, arrive en ville avec son assistant Hoagy. D'abord irrités par le retour de ce personnage, les habitants de Passamaquoddy un peu crédules l'acceptent. Le duo promet de faire le jour sur le dragon mais n'y parvient pas. Le jour suivant, la pêche est mauvaise. Les pêcheurs accusent Peter. Nora prend sa défense et rappelle que les lieux de pêche ne sont pas immuables. Nora emmène Peter à l'école où l'enseignante, Miss Taylor, le punit à cause des bêtises d'Elliott. Irrité par cette punition injuste, le dragon se lance sur l'école où il laisse sa silhouette sur le mur tandis que le jeune garçon s'enfuit. Le Dr  Terminus lui propose alors de le rejoindre mais l'enfant préfère accepter l'offre de Nora et Lampie de vivre avec eux en permanence.
La famille Gogan arrive alors en ville et réclame le retour du garçon. Nora refuse de le livrer. Les Gogan les poursuivent dans une petite embarcation mais Elliott la torpille, sauvant Peter. Par la suite le Dr Terminus fait équipe avec les Gogan pour capturer Peter et Elliott. Profitant de la superstition des habitants, il les convainc que la capture du dragon résoudra leurs problèmes.
Dans la soirée, une tempête s'abat sur le village. En mer, un navire s'approche de Passamaquoddy avec Paul à son bord. Pendant ce temps, le Dr Terminus attire Peter au hangar à bateaux tandis que Hoagy fait de même avec Elliott. Le dragon, bien qu'invisible, est pris au piège dans un filet. Il se libère, sauve Peter et affronte les Gogan. La matriarche des Gogan, Lena, lui crie dessus, affirmant que Peter est leur propriété en brandissant un acte de vente. Le dragon brûle le papier et parvient à faire fuir la famille désarmée. Alors qu'Elliott et Peter se réjouissent du départ de leurs tortionnaires, le Dr Terminus tente de harponner le dragon. Mais sa jambe reste coincée dans la corde du harpon et, lorsqu'il appuie sur la détente, il se retrouve catapulté à travers le plafond. Criant durant sa traversée, il finit son vol sur un poteau électrique. Le charlatan propose d'acheter des morceaux d'Elliott pour les revendre, ce que le dragon refuse. L'animal détruit le chariot du Dr Terminus, mettant ainsi fin à son entreprise d'escroquerie. Elliott sauve ensuite le maire, l'enseignante Miss Taylor et les membres du conseil municipal de la chute d'un poteau électrique endommagé par la tempête. Par cet acte, il se révèle à eux, levant son invisibilité.
De retour au phare, une vague scélérate a éteint la lampe. Elliott parvient difficilement à la rallumer avec son feu de dragon, permettant à Nora de le voir enfin. Le phare rallumé, le bateau est sauvé. Le lendemain matin, le maire et les habitants félicitent Elliott pour son aide tandis que Nora retrouve Paul, seul survivant d'un naufrage au cap Hatteras et ayant souffert d'amnésie. Le dragon explique à Peter que, celui-ci étant désormais dans une famille qui l'aime, il doit partir pour aider un autre enfant en difficulté. Il est triste de devoir partir mais Peter le réconforte en disant qu'il sera capable d'aider cet enfant. Peter et sa nouvelle famille font leurs adieux à Elliott lorsqu'il s'envole joyeusement, le garçon rappelant au dragon qu'il est censé être invisible.

## Fiche technique
- Titre original : Pete's Dragon
- Titre français : Peter et Elliott le dragon
- Réalisation : Don Chaffey,  assisté de Ronald R. Grow et John M. Poer (second assistant), Gary LaPoten, Kate Tilley (stagiaire DGA)
- Scénario : Malcolm Marmorstein d'après une histoire de S.S. Field et Seton I. Miller
- Script : Loïs Thurman
- Direction artistique : John B. Mansbridge et Jack Martin Smith (prises de vues réelles)
  - matte painting : Peter Ellenshaw, John Emerson
- Image : Frank Phillips, Ronald R. Cooper (opérateur de grue)
- Effets spéciaux : Art Cruickshank (superviseur effets visuels), Eustace Lycett et Danny Lee, David Domeyer
  - Contremaître : Hans Metz, Mike Reedy
- Animation :
  - Conception des personnages : Ken Anderson (Elliott)
  - Layout : Joe Hale
  - Supervision de l'animation : Don Bluth, assisté de Chuck Williams
  - Storyboard : Peter Young
  - Animateurs : John Pomeroy, Gary Goldman, Chuck Harvey, Cliff Nordberg, Ron Clements, Bill Hajee, Randy Cartwright et Glen Keane; Dale Baer (non crédité), Don Hahn (assistant)
  - Intervallistes : Leslie Gorin, Henry Selick,
  - Effets d'animation : Ted Kierscey, Dorse A. Lanpher
  - Décors d'animation et génériques : Herbert Ryman
  - Conception du générique : David Jonas
- Son : Herb Taylor (supervision), Frank C. Regula (mixage)
- Montage : Gordon D. Brenner (film), James Melton (séquences d'animation), Evelyn Kennedy (musique)
  - Montage sonore : Raymond Craddock (son), Barney Cabral, George Fredrick, Ben Hendricks, Bill Wylie
- Musique :
  - Chansons : Al Kasha et Joel Hirschhorn
  - Arrangements et direction : Irwin Kostal, assisté de James Macdonald
  - Arrangements danse : David Baker
- Décors : Lucien M. Hafley, Steve Riley (construction)
- Costumes : Bill Thomas (conception), William Ware Theiss,  Chuck Keehne et Emily Sundby
- Maquillage : Robert J. Schiffer
- Coiffures : La Rue Matheron
- Cascades : John Moio (Coordination), Boddy Porter, Jesse Wayne
- Chorégraphie : Onna White, assistée de Martin Allen, Jerry Trent
- Maître de propriété : Kurt V. Hulett, Bob McLing (assistant)
- Électricien : Carl Boles (Chef électricien), Dan Delgado
- Transport :  Mario Simon
- Ouvrier : Frank White
- service d'artisanat :  John Wagner
- Production : Ron Miller et Jerome Courtland (producteurs délégués) ; John Bloss (directeur de production), Christopher Seiter (responsable d'équipe), Bill Hutchinson (assistant producteur)
- Société de production : Walt Disney Productions
- Société de distribution : Buena Vista Pictures Distribution
- Budget : 10 000 000 de dollars
- Pays d'origine :  États-Unis
- Langue originale : anglais
- Format : Couleurs - 1,75:1 - Dolby Stéréo
- Durée : 129 minutes (version 1977) ; 105 minutes (version 1984)[1].
- Dates de sortie[2] :
  - États-Unis : 3 novembre 1977
  - France : 18 octobre 1978

Sauf mention contraire, les informations proviennent des sources concordantes suivantes : Leonard Maltin, John Grant, Mark Arnold et IMDb.

## Distribution
- Helen Reddy : Nora
- Jim Dale : Dr Terminus
- Mickey Rooney : Lampie
- Red Buttons : Hoagy
- Shelley Winters : Lena Gogan
- Sean Marshall : Peter
- Jane Kean : Miss Romy Taylor
- Jim Backus : The Mayor (le maire)
- Charles Tyner : Merle Gogan
- Jeff Conaway : Willie Gogan
- Gary Morgan : Grover Gogan
- Cal Bartlett : Paul
- Charlie Callas : Elliott (voix)
- Walter Barnes : Captain (le capitaine)
- Al Checco : Fisherman #1 (pêcheur 1)
- Henry Slate : Fisherman #2 (pêcheur 2)
- Jack Collins : Fisherman #3 (pêcheur 3)
- Robert Easton : Store Proprietor (le propriétaire du magasin)
- Roger Price : Man with Visor (la vigie)
- Robert Foulk : Old Sea Captain (le vieux loup de mer)
- Ben Wrigley : Egg Man (l'homme aux œufs)
- Joe Ross : Cement Man (le terrassier)
- Rockky Bonifield : villageois, danseur
- Patrick Dennis-Leigh : ancien du village
- Debbie Fresh :  enfant, danseur et chanteur
- George Golden : conseiller aux cheveux blancs
- Ken Renard : un villageois afro-américain
- Dinah Anne Rogers : villageoise
- Johnny Silver : petit villageois
- Denis Stewart : pêcheur
- Arthur Tovey : villageois aux cheveux blancs

Sauf mention contraire, les informations proviennent des sources concordantes suivantes : John Grant, Dave Smith, Mark Arnold et IMDb.

### Voix françaises
| - Nicole Croisille : Nora - Maurice Baquet : Lampie - Morvan Salez : Peter (dialogues) - Bruno Polius : Peter (chant) - Philippe Clay : Dr Terminus - Philippe Dumat : Hoagy - Paule Emanuele : Lena Gogan - Jacques Deschamps : Merle Gogan - Dominique Collignon-Maurin : Willie Gogan - Yves-Marie Maurin : Grover Gogan - Jocelyne Darche : Miss Romy Taylor - Claude Bertrand : le maire - Marc de Georgi : Paul, le fiancé de Nora - Henri Labussière : le second de Paul / le porteur d'œufs - Claude d'Yd : Ford - Alain Dorval : le maçon / l'homme à la clôture / villageois - Jean-Pierre Leroux : le laitier - Henry Djanik : la vigie - Pierre Marret : l'homme à la chevelure rose - Pierre Garin : premier marin - Georges Atlas : second marin - Claude Joseph : troisième marin - José Germain : premier et troisième marins (chant) - Henri Tallourd : second marin (chant) - Chœurs : Anne Germain, Henri Tallourd, José Germain, Pierre Marret et la participation des Poppys Version de 1978 : Studio de doublage : SPS ; adaptation : Natacha Nahon (dialogues), Pierre Delanoë et Henri Lemarchand (chansons) ; direction artistique : Jean-Pierre Dorat (dialogues), Georges Tzipine (chansons). | - Brigitte Virtudes : Nora - Jean-Claude Donda : Lampie - Maxime Baudouin : Peter - Bernard Alane : Dr Terminus - Pierre-François Pistorio : Hoagy - Élisabeth Wiener : Lena Gogan - Gérard Rinaldi : Merle Gogan - Emmanuel Jacomy : Willie Gogan - Michel Mella : Grover Gogan - Jocelyne Darche : miss Romy Taylor - Marc Alfos : le maire - Jean-Louis Faure : Paul - Frédéric Cerdal : le porteur d'œufs / la vigie - Pierre Dourlens : Ford - Pascal Casanova : Un villageois noir - Martine Latorre : la femme « bonbonne » - Jean-Claude Briodin : l'homme à la chevelure rose - Jean-Michel Farcy : second marin - Jacques Mercier : second marin (chant) - Olivier Constantin : troisième marin (chant) - Chœurs : Jean-Claude Briodin, Francine Chantereau, Georges Costa, Michel Costa, Nicolas Costa, Olivier Constantin, Martine Latorre, Grazziella Madrigal, Jean-Marie Marrier, Jacques Mercier, Dominique Poulain Version longue : Studio de doublage : Cinéphase ; adaptation : Natacha Nahon (dialogues), Pierre Delanoë et Henri Lemarchand (chansons), Luc Aulivier (version longue) ; direction artistique : Perrette Pradier (dialogues), Georges Costa (chansons). |

Sources : Dans l'ombre des studios, cartons de doublage.

## Distinctions
- Golden Globes 1978 : Meilleure musique de film[10]
- Oscars 1978[10] :
  - sélectionné pour l'Oscar de la meilleure chanson originale avec Candle on the Water
  - sélectionné pour l'Oscar de la meilleure musique de film
- Saturn Awards 1978[10] :
  - Meilleur acteur dans un second rôle (Red Buttons)
  - Meilleurs costumes
  - Meilleur film fantastique

## Sorties cinéma
Sauf mention contraire, les informations suivantes sont issues de l'Internet Movie Database.
- États-Unis : 3 novembre 1977 (première mondiale) ; 16 décembre 1977 (sortie nationale) ; 9 mars 1984 (ressortie)
- Argentine : 8 décembre 1977
- Australie : 13 avril 1978
- Espagne : 28 août 1978
- Suède : 23 septembre 1978
- Finlande : 6 octobre 1978
- France : 18 octobre 1978
- Allemagne de l'Ouest : 14 décembre 1978 ; 1er mars 1985 (ressortie)

## Sorties vidéo
- Années 1980 - VHS 1re version avec recadrage 4/3 (plein écran)
- 17 août 1987 - VHS 1re version avec recadrage 4/3
- 30 octobre 1992 - VHS 1re version avec recadrage 4/3
- Juillet 1997 - VHS 1re version avec recadrage 4/3
- Juillet 1997 - LaserDisc 1re version avec format 1,66
- 24 juin 1999 - DVD 1re version avec format 1,66
- 8 octobre 2003 - VHS 2e version (inédite au cinéma), avec recadrage 4/3
- 8 octobre 2003 - DVD 2e version, avec format 1,66 incluant Donald gardien de phare
- 26 août 2009 - DVD Edition Exclusive avec le film en version remastérisée et version longue au format respecté 1,66
- 15 mai 2013 - Blu-ray simple en version courte (105 min) et au format 1,66 - 1er doublage

## Origine et production
Une histoire intitulée Peter et Elliott le dragon est acquise par les studios Disney dans les années 1950,. La plus ancienne trace du projet dans les Walt Disney Archives est un scénario intitulé Pete's Dragon in the U.S.A de référence 1791, daté du 10 décembre 1957, écrit par Seton I. Miller et associé à une adaptation nommée Pete's Dragon in the U.S.A (Forever After) du même Miller d'après une histoire de S.S. Field. Dans ces versions, le dragon est prénommé Gabriel mais le projet s'arrête là. Le projet reprend en mars 1958 en vue d'une adaptation en téléfilm dans l'émission télévisée The Wonderful World of Disney,,. Le scénariste Noel Langley est engagé et écrit le scénario qu'il livre en avril 1958 mais Walt Disney met un terme à cette production. David Koenig évoque un projet de courte histoire achetée en 1962 et développé sur 17 pages sous le nom de Pete's Dragon in the U.S.A. En septembre 1968, après la mort de Walt Disney, le projet reprend vie avec un nouveau scénario écrit par Bill Raynor et Myles Wilder mais le projet est encore stoppé dès octobre.
En 1975, le producteur Jerome Courtland redécouvre le projet et demande à Malcolm Marmorstein d'écrire un nouveau scénario. Courtland demande dans un courrier à Marmorstein de développer le scénario qu'il a découvert et il demande aussi à Al Kasha et Joel Hirschhorn de composer la musique. Un clap visible dans le documentaire DVD indique la date du 17 novembre 1976. Jerome Courtland tenait le rôle principal dans la série The Saga of Andy Burnett (1957) produit par Disney avant d'être le réalisateur de plusieurs films dont La Montagne ensorcelée (1975) et Le Gang des chaussons aux pommes (1975). Marmorstein propose une comédie musicale traditionnelle avec tous les éléments d'un standard Disney. Marmorstein modifie aussi plusieurs éléments du film qui se déroule désormais dans une période précise au lieu du présent, avec un dragon réel tandis que Peter devient orphelin. Il baptise le dragon Elliott en hommage à son ami Elliott Gould.
Ce film devient une nouvelle tentative du studio Disney de mêler animation et acteurs dans une comédie musicale à l'image de Mary Poppins (1964) et de L'Apprentie sorcière (1971),,. Cette combinaison d'animation et d'acteurs existe depuis les années 1920 avec Max Fleischer (des Fleischer Studios) et a été améliorée par Walt Disney comme il l'explique lui-même dans les images d'archives du documentaire DVD (Voir les Alice Comedies). Ce même documentaire comprend une interview de Virginia Davis expliquant son rôle d'Alice à l'époque. D'autres exemples de films usant de ce mélange sont présentés dans le documentaire comme Les Dix Audacieux (1960), Monte là-d'ssus (1961), La Fiancée de papa (1961).

### Animation
Peter et Elliott le dragon est le premier film d'animation de Disney dans lequel aucun des « Neuf Sages », le noyau dur des animateurs du studio, n'est impliqué,. Cependant, plusieurs vétérans du studio sont présents. Ken Anderson est l'un des animateurs qui assurent la transition. Anderson est engagé fin 1934 sur les Silly Symphonies puis le long métrage Blanche-Neige et les Sept Nains (1937). John Grant lui attribue le titre de « Dixième sage ». Sur ce film, il a la tâche de concevoir et animer le personnage du dragon Elliott, seul personnage animé du film,. Dans un documentaire, Anderson explique comment il a réussi à le faire cracher du feu. John Grant mentionne un autre membre du studio assurant la transition avec la nouvelle génération, Frank Phillips le cameraman à l'œuvre dans le studio depuis plusieurs décennies et qui avait même joué l'un des enfants dans Alice Comedies. Le dessinateur Herb Ryman, reconnu pour ses dessins préparatoires des parcs Disneyland et Magic Kingdom sort de sa retraite pour réaliser les décors d'animation et le générique du film. Don Bluth, engagé en 1955 comme assistant de John Lounsbery sur La Belle au bois dormant (1959), est nommé réalisateur pour l'animation.
Certains des nouveaux animateurs vont évoluer et participer à d'importantes productions dans les années suivantes. On peut noter la présence de Don Hahn dont c'est la première participation après des études de musique à l'Université d'État de Californie à Northridge, jouant de la percussion dans ces groupes locaux. Hahn est assigné au nettoyage des dessins et, en raison de la charge de travail, il est promu assistant réalisateur auprès de Don Bluth,. Glen Keane avait déjà participé à l'animation de Les Aventures de Bernard et Bianca (1977) mais son talent le fait évoluer rapidement, et sera nommé superviseur de l'animation sur la production suivante, Rox et Rouky (1981). Lorna Cook, entrée chez Disney en 1972, fait ses classes sur l'animation de ce film et deviendra réalisatrice et scénariste. Vera Lanpher est engagée comme intervalliste et dirigera plus tard le département de nettoyage des dessins. Randy Cartwright, auparavant assistant animateur auprès d'Ollie Johnston, est promu animateur sur ce film. Arrivé en 1975, Dave Spafford est nommé assistant de John Pomeroy. Le dessinateur Dale Baer quitte le studio en bon terme durant la production de ce film pour devenir freelance, mais reviendra chez Disney en 1988.

#### Elliott, seule animation qui a failli ne pas exister

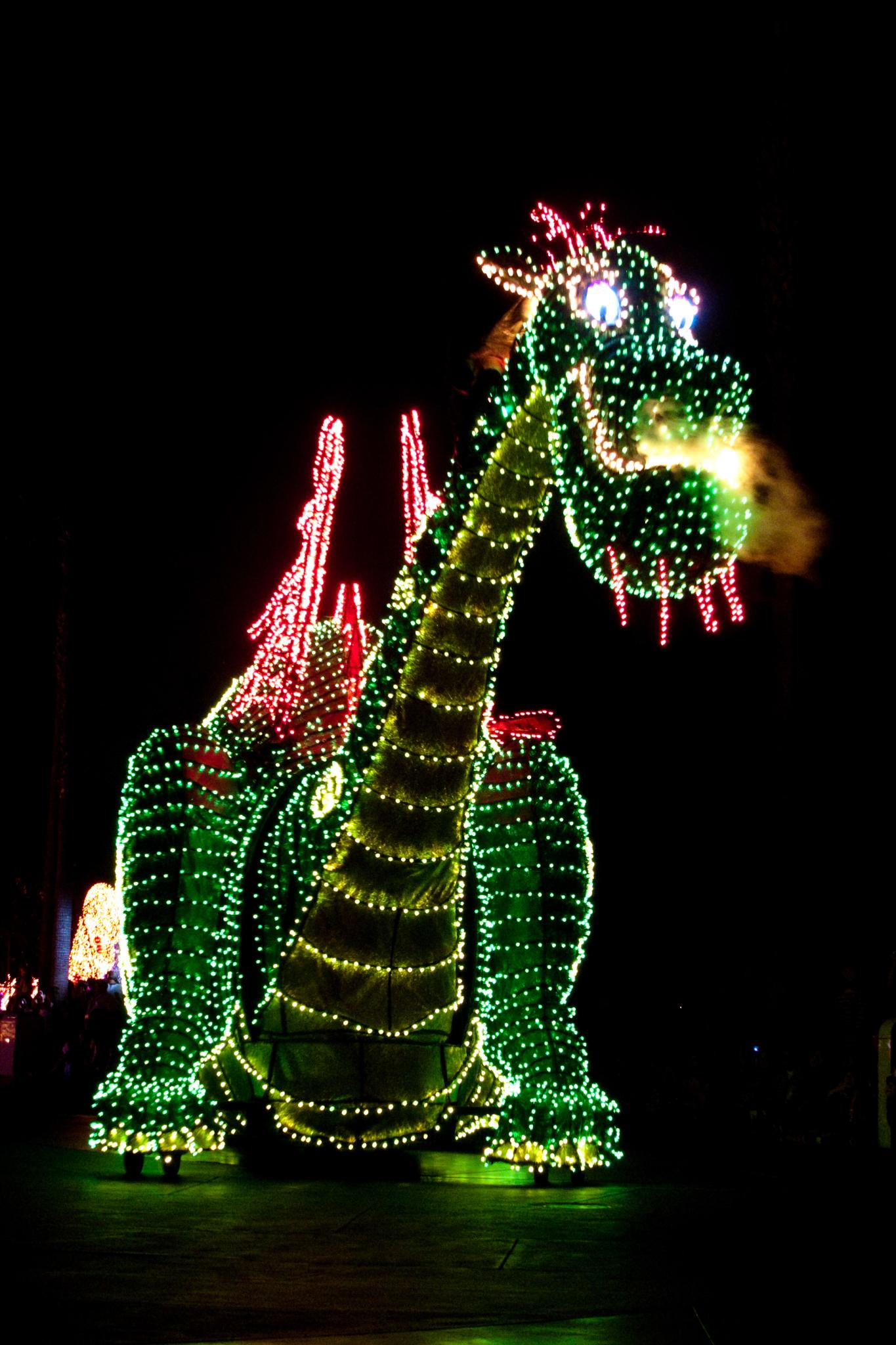
Char d'Elliott dans la Disney's Electrical Parade en 2009.

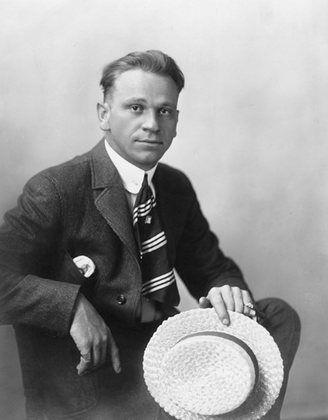
Wallace Beery vers 1914.

Dans le projet initial, Elliott devait rester invisible tout au long du film sauf dans une seule séquence,. Cette séquence intitulée Terminus & Hoagy Hunt Elliott a été abandonnée,. Elle montrait une scène du film sous un autre angle. Grant explique que le Dr Terminus essayait de tailler le dragon en pièces pour le vendre. Durant la phase de développement, Ken Anderson considère que l'invisibilité permanente du dragon est une mauvaise idée car les personnages réels auraient passé leur temps à expliquer aux spectateurs les actions non visibles,. David Koenig ajoute que, commercialement parlant, il aurait été difficile de vendre des peluches d'un dragon invisible. Les animateurs insistèrent pour qu'Elliott apparaisse au moins à la fin, puis obtinrent petit à petit des séquences supplémentaires, portant sa présence à 22 min. Après avoir obtenu que le dragon ne soit invisible que dans quelques scènes, Ken Anderson propose un dragon de type oriental et non pas occidental, en raison du caractère bon/gentil associé au dragon oriental.

Graphiquement, le personnage est conçu selon les mêmes principes de base que ceux utilisés pour Monsieur Mouche, les Sept nains, et même Donald ou Mickey. Il est composé essentiellement de cercles ou de formes oblongues et ventrues (comme les poires). Graphiquement, il est à l'opposé d'un autre dragon conçu par Ken Anderson, celui de Maléfique dans La Belle au bois dormant (1959). Dave Smith attribue le personnage à Ken Anderson pour la partie conception, à Don Bluth pour l'animation et à Dorse A. Lampher pour les effets spéciaux. John Grant le décrit ainsi : 

« Elliott est un dragon vert avec des taches sombres, des cheveux rose clair sur la tête, une queue avec un plumeau à trois branches rose clair et des pointes dorsales rose foncé. Le blanc de ses yeux est de couleur bleue entourant des pupilles noires et surmonté par des sourcils noirs. Il possède aussi des narines caverneuses et de longues oreilles fines sortant sur le côté. Son expression faciale habituelle est un sourire désireux de plaire avec une voix caractérisée par des grognements, des déglutis, des claquements rapides et des tambourinements. »

Jeff Kurti résume les éléments de son anatomie ainsi « une tête de camélidé, un cou de crocodile, des oreilles de vache  ».
La première version du dragon s'inspire de l'acteur Wallace Beery, déjà caricaturé dans Mickey's Gala Premier (1933). John Grant poursuit sa description du personnage ainsi « il a tout pour être attachant, génial avec sa grande taille, sa force, son souffle enflammé, sa gentillesse et sa capacité à contenir sa colère. »  Elliott possède un grand sens de l'humour, dégage beaucoup de joie et est capable de beaucoup de grâce malgré sa taille et sa maladresse. À cause de la brutalité des Gogan et des machinations du Dr Terminus, Elliott explose littéralement de colère grâce à des effets pyrotechniques mais son feu n'est pas utilisable à volonté. Ainsi, par la suite, il a des difficultés à allumer le phare. Le dragon n'apprécie pas l'alcool, comme le montre la scène dans la cave avec Lampie et Hoagy.

#### Une animation très complexe
Dans une interview donnée à David Hammond du American Cinematographer en 1977, Ken Anderson explique que : 

« Le personnage devait se mélanger et non sortir [du décor]. Cela nécessite un planning très précis et de l'attention. Par exemple, chaque ombre doit tomber parfaitement juste. Quand vous dessinez une séquence animée vous devez savoir parfaitement où la lumière tombe dans la scène en prise de vue réelle. Aussi, les tons de la peau humaine changent en fonction de la qualité de lumière lorsque la personne bouge d'une zone à une autre ou selon l'heure du jour. Et les couleurs d'Elliott doivent s'ajuster avec cela. »

John Grant explique que l'animation d'Elliott, tous les détails de son apparence et la couleur du personnage, ont été compliqués, créant plus de problème que de solutions. Entre 80 et 90 personnes ont travaillé sur le personnage dont 42 animateurs et intervallistes, ce qui a généré de nombreuses inconsistances parfois notables. En regardant attentivement, on peut remarquer que les couleurs fluctuent et cela pourrait être considéré comme non délibéré mais John Grant incrimine l'impression du film au montage.
Alors que les animateurs Ken Anderson et Steve Hulett conçoivent les personnages du film inachevé Catfish Bend d'après les œuvres de Ben Lucien Burman, ils se souviennent qu'à l'étage inférieur, l'équipe d'animation de Peter et Elliott est sur le feu. La sortie est prévue pour Noël 1978 au Radio City Music Hall de New York et l'équipe doit travailler du « lundi au dimanche » avec « tout le monde sur le pont. » Don Bluth a installé un tableau coloré de suivi de l'activité dans le hall mais la progression montrait que les délais risquaient de ne pas être tenus. L'animateur d'effets spéciaux, Pete Young, se rappelle avoir été réassigné sur les intervalles 12 heures par jour mais cela ne l'a pas gêné car il était payé double ou triple. Même Larry Clemmons qui n'avait pas réalisé de travail d'assistant depuis 40 ans a été appelé à l'animation. Toutefois son travail assez brut a convaincu la direction du studio de demander de l'aide ailleurs. Les délais ont été finalement tenus, ce qui permit au studio d'éprouver un grand sentiment de soulagement.

### Les acteurs

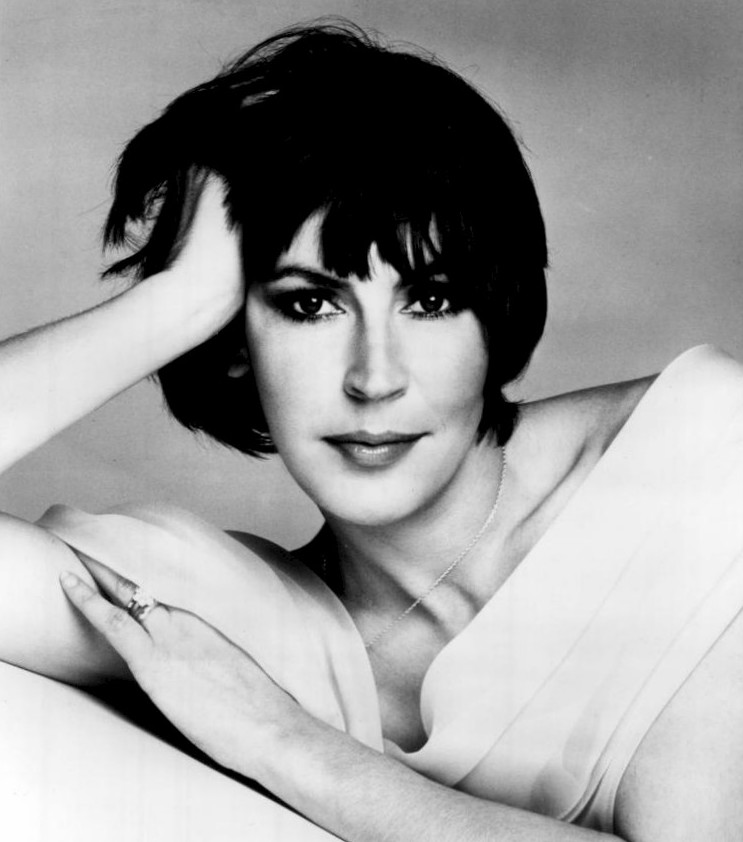
Helen Reddy en 1975

C'est la première participation de l'acteur britannique Jim Dale à un film Disney, il est jusque-là plus connu pour ses participations régulières à la série de films Carry On ou dans des spectacles de Broadway. Il est aussi connu pour être le narrateur en version américaine des livres audio de la série Harry Potter. Sean Marshall fait ses débuts dans le rôle de Peter et donnera sa voix au garçon dans Le Petit Âne de Bethléem (1987). Marshall révèle qu'il n'avait aucune expérience d'acteur avant ce film et qu'il a dû apprendre à danser et à chanter.
Le rôle de Nora a été proposé à Julie Andrews, vedette de Mary Poppins (1964), mais elle l'a refusé. L'actrice Helen Reddy fait aussi ses débuts dans ce film, en raison des talents de chanteuse qu'elle a montrés dans son album I Am Woman (1972) ou par sa reprise du titre Delta Dawn (1973), (Voir aussi la section #Bande originale). Le film I Am Woman (2019) retrace l'histoire de la chanteuse et actrice. L'acteur Mickey Rooney joue le père d'Helen Reddy, Lampie. Jeff Conaway qui interprète Willie Gogan, jouera le rôle de Kenickie dans Grease (1978).
Dans une interview de décembre 1976, le danseur Richard Bohannon explique qu'il a commencé sa carrière avec Disney au début des années 1970 dans le spectacle itinérant Disney on Parade interprétant durant deux ans et demi le personnage de Bert de Mary Poppins (1964), joué par Dick Van Dyke, et qu'il a été initié à l'acrobatie par deux Persans. Il indique qu'il a joué trois petits rôles dans Peter et Elliott le dragon, un pêcheur dansant sur des tonneaux dans un saloon, un dandy percutant le dragon Elliott et un pêcheur tentant de capturer le dragon.

### Tournage et effets spéciaux
La ville fictive de Passamaquody a été construite au studio Disney dans la zone western,,, ensemble situé à l'est du studio et désormais disparu. Le nom de la ville est inspiré d'une tribu amérindienne du Maine, les Passamaquoddys. Ce tournage oblige le décorateur Jack Martin Smith à maquiller les 30 bâtiments existants du studio et à en faire construire huit autres. La Western Street avait été construite pour des villages de l'Ouest américain comme pour Elfego Baca ou Texas John Slaughter mais a été transformée en village Irlandais pour Darby O'Gill et les Farfadets (1959) ou, comme ici, en village de pêcheurs du Maine. Une partie du tournage prend aussi part au Disney's Golden Oak Ranch à Santa Clarita. Le phare que l'on peut voir dans le film est construit à Morro Bay en Californie,. Il était équipé d'une lentille de Fresnel visible à 18–24 milles nautiques, ce qui oblige Disney à obtenir une permission spéciale des garde-côtes pour le mettre en marche, car les bateaux passant par là auraient pu le confondre avec un vrai phare,.

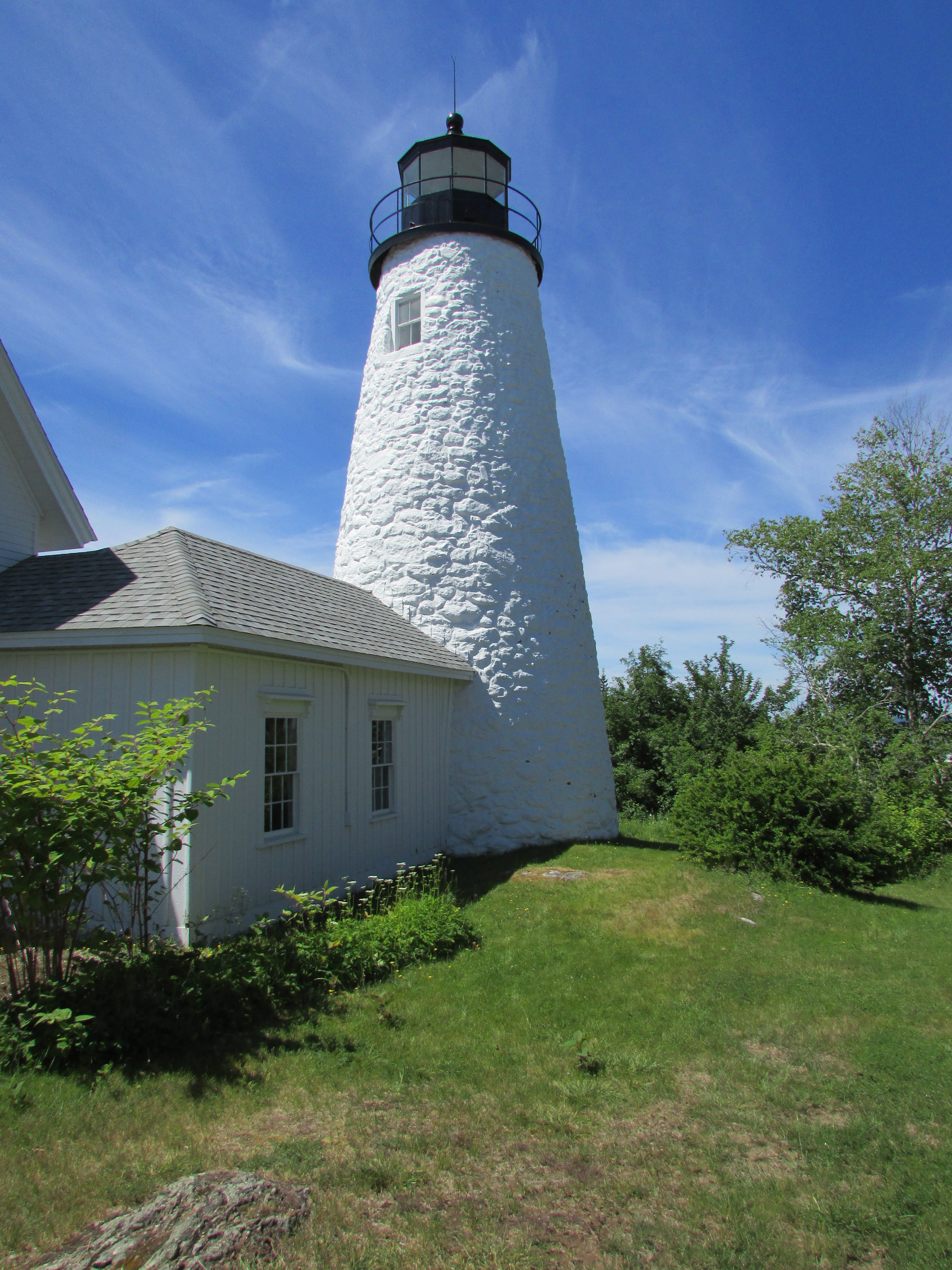
Le Dice's Head Lighthouse à Castine dans le Maine
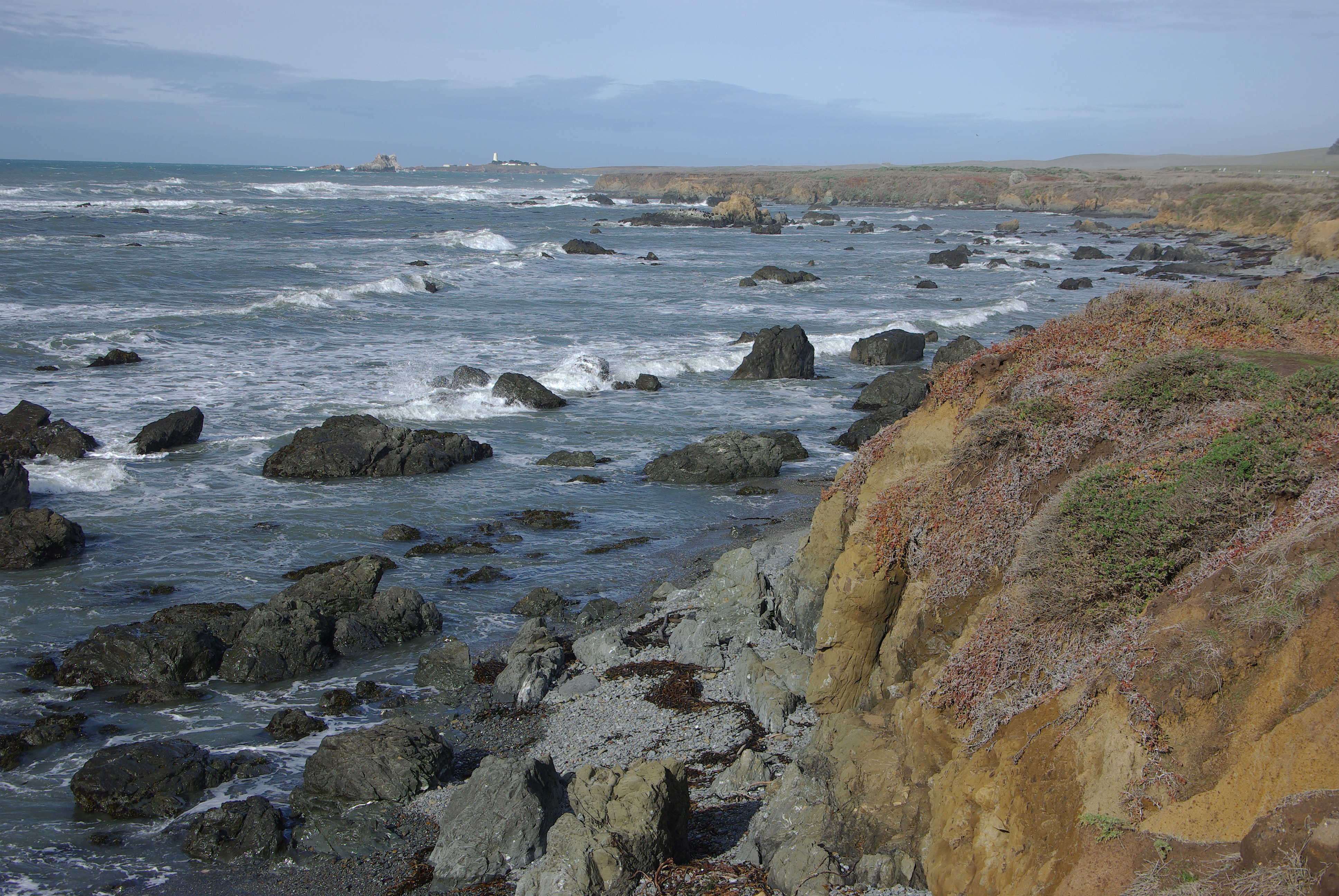
Côte nord de la Morro Bay en Californie
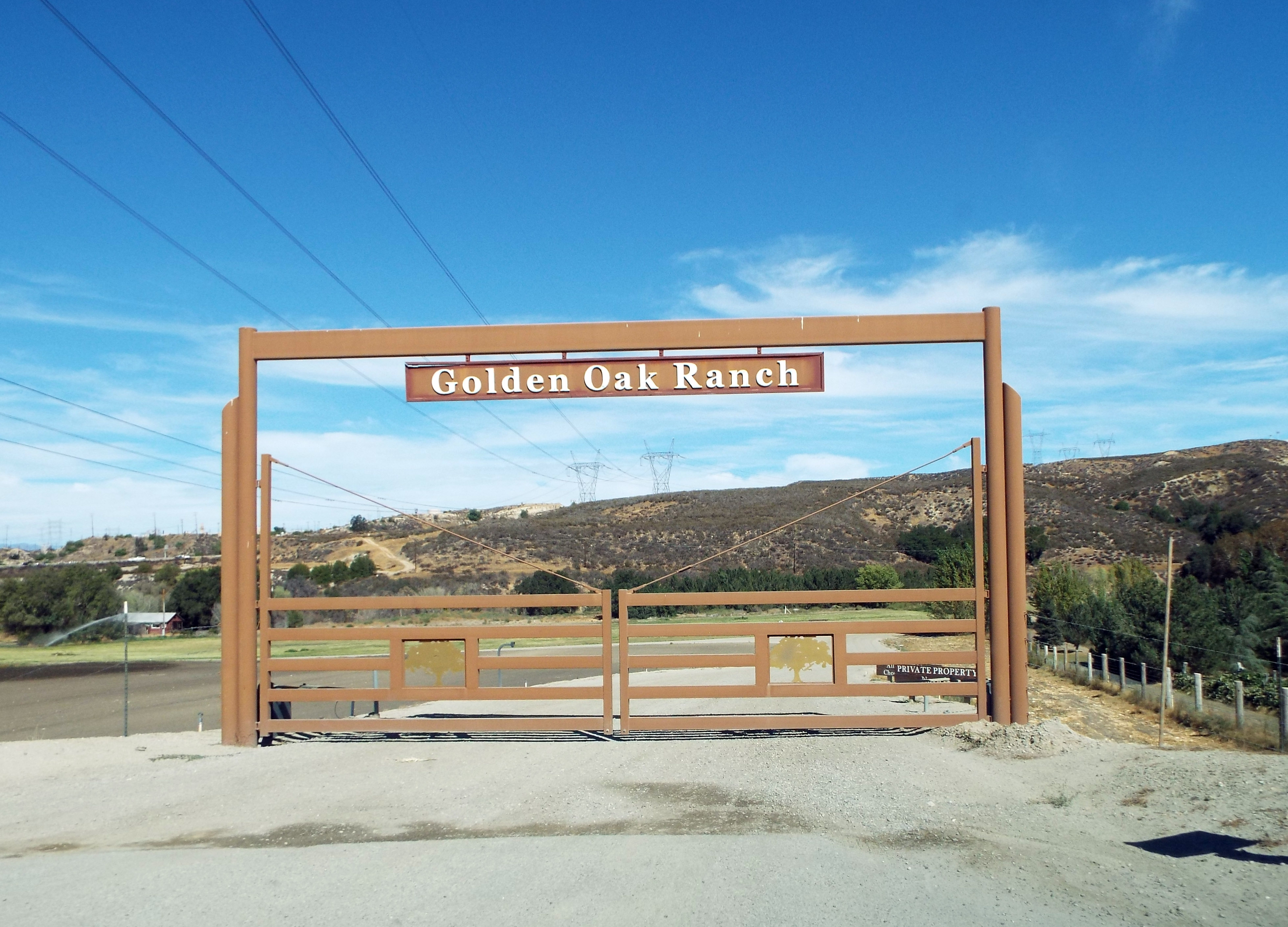
Entrée du Disney's Golden Oak Ranch à Santa Clarita en Californie

Certaines scènes sont supprimées, comme l'une qui prévoyait une tentative de capture d'Elliott par Hoagy et le Doc Terminus en utilisant beaucoup de peinture. Le clan Gogan devait affronter Peter et Nora avec une ordonnance de vente dans un chariot mais a été réécrite avec tout le monde dans le bateau.
L'acteur Sean Marshall explique, dans le documentaire DVD, que certains effets spéciaux du film ont nécessité la technique du procédé à la vapeur de sodium (aussi appelé « fond jaune ») consistant en la superposition de trois scènes (par exemple, un premier plan en prises de vues réelles, un personnage animé au deuxième plan (Elliott) et enfin un fond en prises de vues réelles). John Grant précise que le film fait aussi usage du procédé du fond bleu, les deux étant utilisés abondamment dans le film. La séquence de la tempête en mer utilise quant à elle la méthode des miniatures.

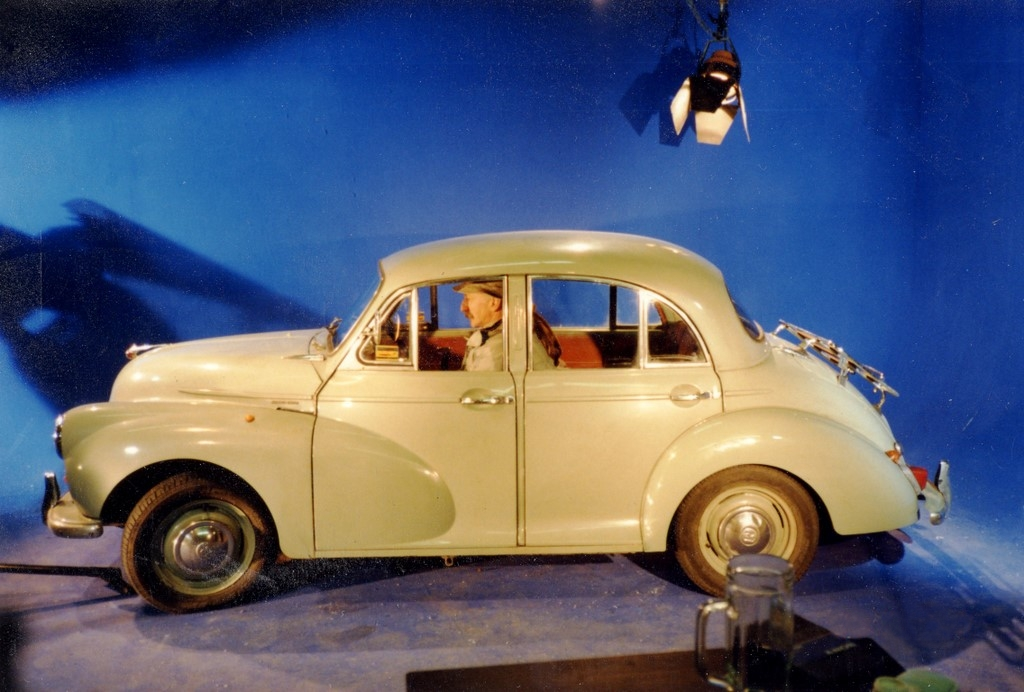
Une Morris Minor 1000 de 1956 devant un fond bleu pour une publicité.

La méthode du fond bleu existe depuis de nombreuses années. Elle a été développée sur la série Out of the Inkwell par les frères Dave et Max Fleischer au sein Fleischer Studios. Elle est rapidement utilisée par Disney sur les Alice Comedies (1923-1927) puis dans plusieurs longs métrages comme Les Trois Caballeros (1945), Mélodie du Sud (1946), Mary Poppins (1964) ou L'Apprentie sorcière (1971), mais aussi les publicités Kellogg's de Tony le tigre (en) pour les céréales Frosties. Disney l'utilisera à nouveau sur Qui veut la peau de Roger Rabbit (1988). Grant explique ainsi la différence entre fond bleu (ou vert) et fond jaune : pour le premier la prise de vues se fait avec un fond bleu (ou vert) mais la caméra ne filme pas cette couleur (désormais enlevée numériquement) tandis que le fond jaune nécessite deux caméras, l'une avec les couleurs et l'autre ayant un filtre et filmant un écran jaune surexposé grâce à des lampes au sodium ; celui-ci permet d'obtenir un film en noir et blanc, qui sert de référence pour juxtaposer au montage un autre film.
Une autre méthode utilisée est la composition, permettant par exemple sur le cas de Peter et Elliott le dragon de mélanger trois sources. Dans la scène où Elliott donne une pomme puis recueille une larme de Peter (Sean Marshall), il y a un premier plan avec l'acteur, un second plan avec le dragon animé et un arrière-plan, le décor. John Grant considère cette scène comme un chef-d'œuvre des effets spéciaux. Mais cette technique pose des problèmes, surtout aux acteurs : ils ne voient ni leur interlocuteur virtuel ni une partie du décor.
Le budget final du film est estimé à 10 millions de dollars. Il est toutefois deux fois inférieur à celui du film de science-fiction Le Trou noir (1979), qui utilisera lui aussi beaucoup d'effets spéciaux.

### Bande originale
Les musiques et chansons sont écrites et composées par Al Kasha et Joel Hirschhorn,,. Al Kasha justifie la présence de la musique dans cette comédie musicale avec le dicton : Quand tu ne peux plus parler, tu peux faire un numéro musical. Le film inclut de nombreux numéros musicaux, en raison des acteurs ayant pour la plupart des talents vocaux : en effet, le duo de compositeurs s'est assuré que chacun possède son thème musical ou sa chanson personnalisée ainsi qu'une chorale. Kasha confirme qu'il est rare que chaque acteur ou presque ait la chance de chanter. Il précise que sur 1 h 40 min de film, il y a 1 h 20 min de musique.
En parallèle de la composition, le studio cherche des interprètes. Un vent de changement était à l'œuvre au sein de Disneyland Records, et Merrill Dean, président du label depuis 1975, négocie pour que la chanteuse Helen Reddy, alors sous contrat avec Capitol Records, participe à la production du film qui se veut plus ambitieuse que L'Apprentie sorcière (1971). Mike Curb, compositeur alors président de MGM Records, produit le single de la chanson titre Candle on the Water d'Helen Reddy pour Capitol Records. Le contrat de la chanteuse explique cette sortie en dehors du catalogue Disney. Candle on the Water est une combinaison de deux chansons du duo, récompensées d'un Oscar, la première sur le thème de l'eau The Morning After tirée du film L'Aventure du Poséidon (1972) et l'autre sur le thème du feu We May Never Love Like This Again dans La Tour infernale (1974). Kasha explique que c'est une musique inspirante, et qu'elle évoque sa croyance en Dieu.
Un duo entre les personnages de Peter et Elliott intitulé Loyalty (Loyauté) a été composé par Kasha et Hirschhorn mais le duo a préféré ne pas le proposer, une forme d'autocensure. Un grand final nommé The Greastest Star in The World dans lequel le village entier faisait les louanges d'Elliott pour ses actions héroïques était prévu. Entre-temps, la fin du film a été modifiée et le personnage, devenu moins héroïque, ne justifiait plus cette scène. Pour le final, la production a préféré un medley de reprises au lieu d'une nouvelle chanson. Ce pot-pourri reprend d'abord le titre I Saw A Dragon, un couplet de transition intitulé Elliott Did it et une version modifiée de Passamashloddy pour finir sur Brazzle Dazzle Day.
Il existe une version française de livre-disque racontée par Philippe Noiret publié chez Adès en 1978.
Les chansons présentes dans le DVD du film de 2003 ne sont pas les chansons originales car les droits en sont détenus par Capitol Records, mais sont de nouvelles versions produites par Buena Vista Records.

## Sortie et accueil

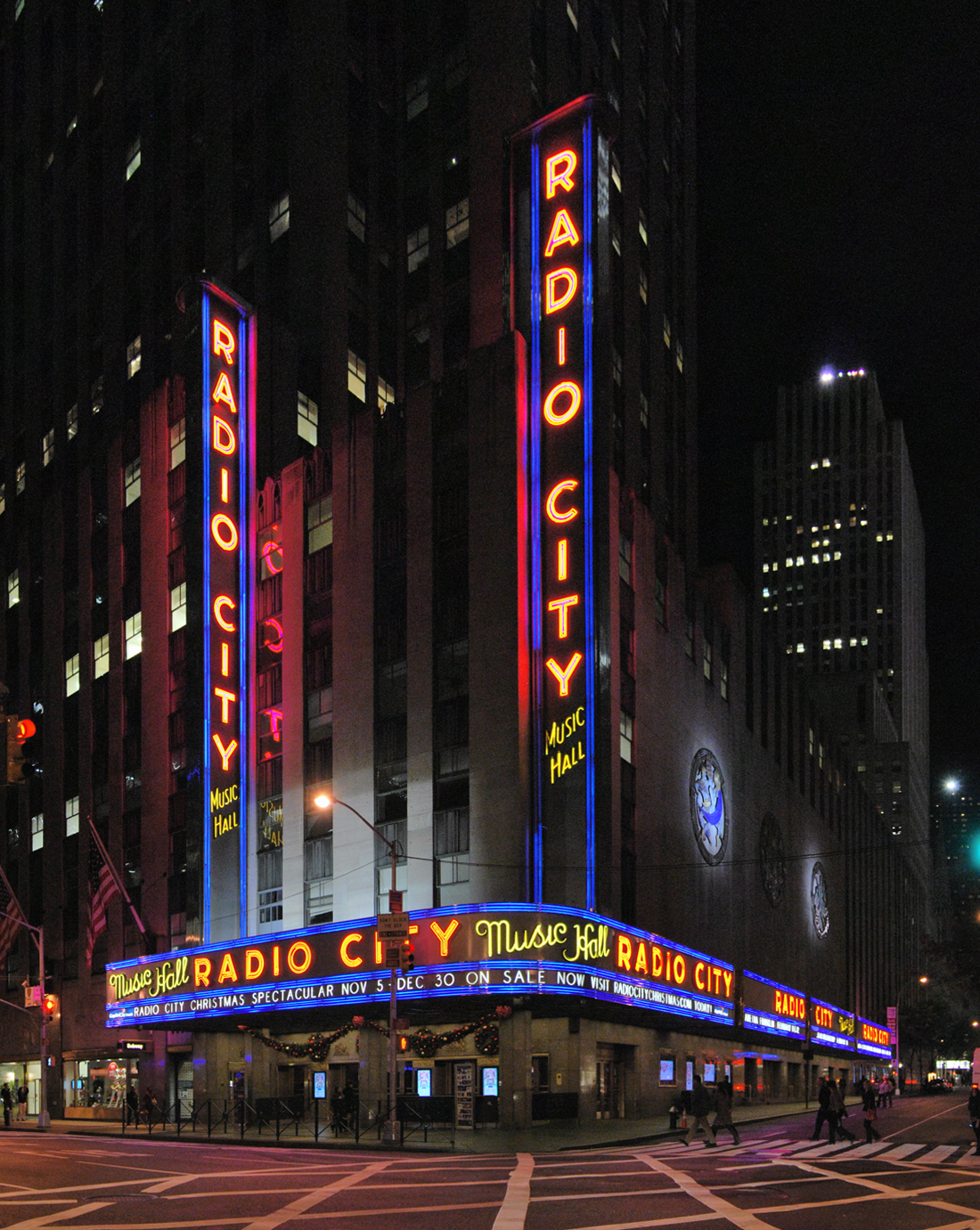
Le Radio City Music Hall de New York.

Le studio Disney prévoit de sortir le film Peter et Elliott le dragon pour Noël 1977 et organise une importante campagne publicitaire pour cette première comédie musicale du studio depuis six ans. Elle utilise des publicités similaires aux productions précédentes, dupliquant même celles de Mary Poppins (1964). C'est le premier film de Disney à être enregistré en son Dolby Stéréo. Une adaptation en bande dessinée est publiée les dimanches du 4 septembre 1977 au 27 novembre 1977 (soit 13 planches) dans la presse américaine, scénario adapté par Carl Fallberg et Richard Moore au dessin.
Leonard Maltin et Steve Hulett mentionnent une première au Radio City Music Hall de New York,. Elle a lieu le 3 novembre 1977 mais Janet Maslin du New York Times n'évoque pas de première avec les acteurs.
Une seconde adaptation en bande dessinée par Dan Spiegle et Larry Mayer est publiée aux États-Unis en avril 1978 dans le magazine Walt Disney Showcase. De plus, une version britannique dessinée par Rex Archer est publiée au Royaume-Uni dans le magazine Mickey Mouse à partir du 30 septembre 1978. La chanson Candle on the Water du film est sélectionnée pour l'Oscar de la meilleure partition de chansons et adaptation musicale en 1978.
Le film Peter et Elliott le dragon se voulait un second Mary Poppins mais ne récolte que 18 millions de dollars à sa première sortie aux États-Unis,. Il se classe à la 17e place du box-office annuel américain, un succès modéré pour les productions Disney de l'époque,. Pour l'année 1978, seules deux productions du studio se hissent dans le top 25 des films et dans le bas du tableau, Peter et Elliott le dragon et Tête brûlée et pied tendre.

### Accueil critique
Les critiques lors de la sortie du film sont partagées, appréciant certains points et sabrant d'autres. Janet Maslin du New York Times fait l'éloge du film en le déclarant « le film Disney le plus énergique et le plus agréable depuis longtemps ». Elle complimente également la performance d'Helen Reddy, en notant que « comme Sean Marshall ne chante pas bien, au contraire de la chanteuse, elle l'accompagne souvent de sa voix. Helen Reddy est utile [au film] pour sa voix mais n'a pas la carrure d'une actrice - elle a tendance à se comporter comme si elle était une ampoule très brillante dans une très petite lampe, toutefois comme elle se retrouve souvent en compagnie de messieurs Rooney, Dale ou Buttons alors ses scènes fonctionnent bien. » Cependant, Maslin critique la durée du film et la consommation excessive d'alcool durant le film. Kathleen Carroll du New York Daily News attribue au film trois étoiles sur quatre. Elle critique la partition musicale et les scènes avec acteurs, mais fait l'éloge de l'animation du dragon et de ses interactions avec les acteurs, écrivant que « Sean Marshall, en tant que Peter, a l'air et[pas clair] agit naturellement à la caméra, ce qui le change de façon rafraîchissante des adorables petits chérubins qu'il joue habituellement dans les films Disney. Helen Reddy joue son rôle avec une efficacité croustillante et reçoit heureusement un fort soutien du reste de la distribution, en particulier Jim Dale, très habile et drôle dans le rôle du vilain docteur, il éclipse presque l'attendrissant dragon  ». Le magazine Variety écrit que le film est « une fable enchanteresse et humaine qui présente une vedette animalière des plus adorables (bien qu'animée). » Variety salue la combinaison de l'action réelle et de l'animation comme « jamais réalisée de manière plus efficace » et ajoute que le film souffre « chaque fois qu'Elliott est hors champ ».
John Skow du Time considère le film comme « un fantasme sympathique », mais n'apprécie par les numéros musicaux, y voyant « une bonne occasion de faire la queue pour plus de pop-corn ». Charles Champlin du Los Angeles Times écrit : « Avec ses 2 heures 7 minutes, c'est une épreuve difficile pour les jeunes spectateurs, les divertissements animés n'arrêtent pas d'être interrompus par des chansons d'Al Kasha et de Joel Hirschhorn qui ne sont pas des moments de spectacle au sens large. » Champlin qualifie ces chansons de « trop nombreuses, fades et superficielles. » Gary Arnold du  Washington Post écrit que le film « était apparemment censé être une comédie musicale fantastique et entraînante, mais il est mis en scène et photographié sans énergie, talent ou coordination de comédie musicale… Les enfants sont peut-être les seuls sur qui compter pour profiter des attaques d'Elliott et de ses intermèdes burlesques qui interrompent parfois l'ennui, mais pour les parents se sera davantage une corvée. » Gene Siskel du Chicago Tribune attribue au film deux étoiles sur quatre et écrit que « c'est encore la même formule Disney usée : un enfant au visage doux dans un monde falsifié, [tourné] en studio et peuplé de vieux acteurs auxquels on a demandé de rejouer leurs antiques routines de vaudevilles. »  Siskel ajoute que « comparé aux grands classiques de l'animation Disney, Peter et Elliott le dragon n'est qu'un téléfilm diffusé sur grand écran. »
Sur le site de l'agrégateur de critiques Rotten Tomatoes, le film a une note d'approbation de 56 % sur la base de 27 critiques, avec une note moyenne de 5/10. Le consensus est : « Ennuyeux et lent, c'est une œuvre Disney de moindre qualité, bien que l'animation ne soit pas sans charme .» Metacritic attribue au film une note de 46 sur la base de 5 critiques, indiquant « des critiques mitigées ou moyennes. »

### Exploitation

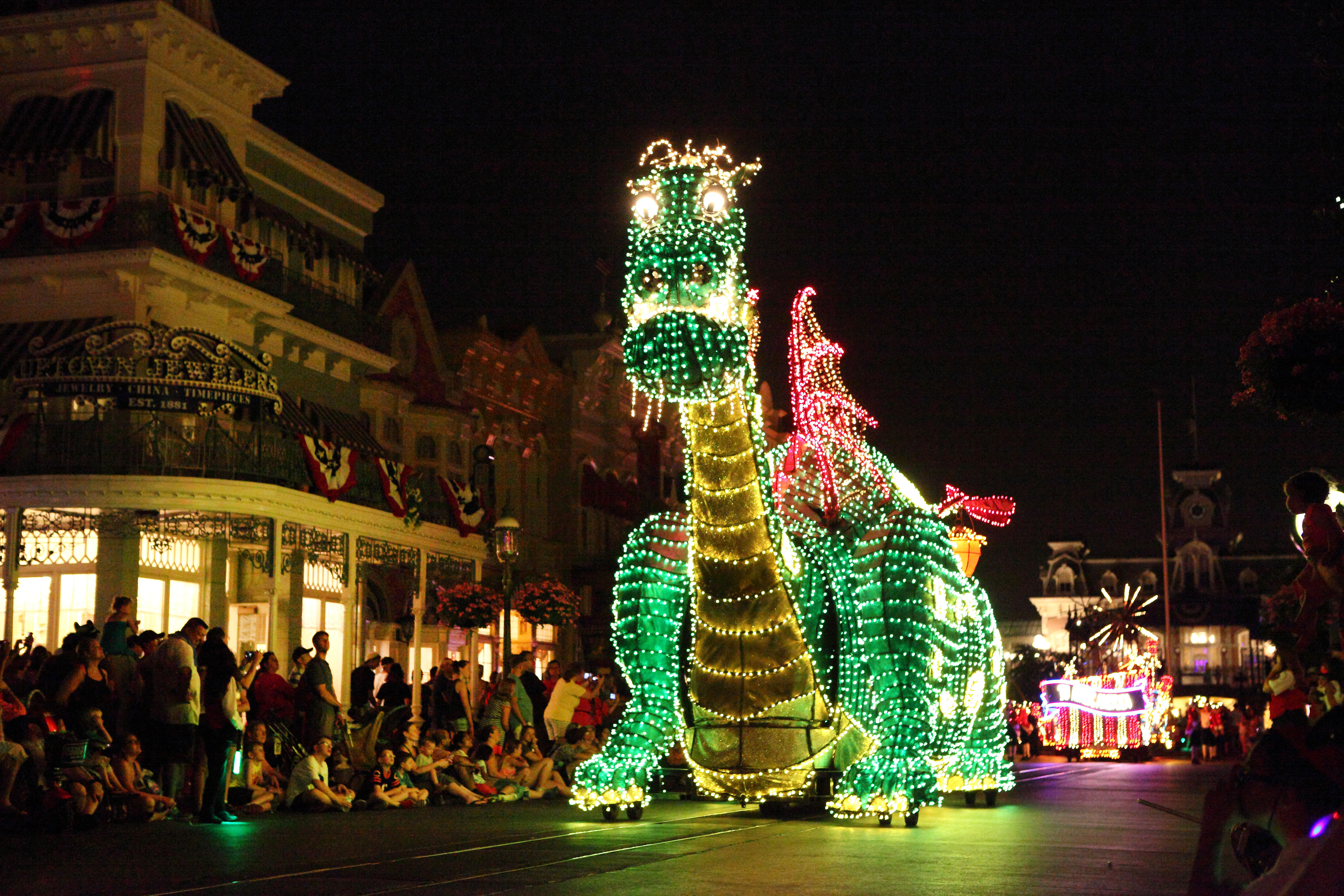
Char d' Elliott le dragon dans la Main Street Electrical Parade au Magic Kingdom en 2016.

Le film ressort au cinéma en 1984 aux États-Unis dans une version écourtée à 106 minutes. Il est diffusé dans les émissions The Disney Sunday Movie en 1986 sur ABC et The Magical World of Disney en 1989 sur NBC. Le personnage d'Elliott fait une apparition dans Qui veut la peau de Roger Rabbit (1988). Il est présent dans le jeu Epic Mickey : Le Retour des héros (2012) comme boss dans une version steampunk.
Le personnage d'Elliott le dragon est intégré à la parade nocturne Main Street Electrical Parade, le char est conçu, comme de nombreux autres, par Bill Justice.
Le film est le premier à sortir en VHS aux États-Unis en octobre 1980. L'édition DVD de 2003 comprend des extraits de l'épisode The Plausible Impossible de l'émission Disneyland, daté du 31 octobre 1956, dans lequel Walt Disney explique comment les dessins et l'animation rendent plausibles des choses impossibles. Cet épisode comprend également une scène inachevée et inutilisée de Blanche-Neige et les Sept Nains (1937) et le segment Une Nuit sur le Mont Chauve de Fantasia (1940). Le DVD comprend aussi des extraits de l'émission Disney Souvenirs et le moyen métrage Monstres et mystères ou les créatures mythologiques de notre société (1974) qui évoque le monstre du loch Ness. Peter et Elliott le dragon est aussi le premier film sorti avant 1985 à être édité en Blu-ray en 2013, juste avant la sortie dans ce format de Tron (1982).

### Nouvelle adaptation de 2016
En 2010, Walt Disney Pictures se lance dans un projet à long terme de produire des remakes de ses longs métrages d'animation. Dans le contexte des nombreux projets de remakes, le 19 mars 2013, David Lowery est engagé par Disney comme scénariste avec son partenaire Toby Halbrooks et le producteur Jim Whitaker pour une nouvelle adaptation de Peter et Elliott le dragon (1977) mais qui ne sera pas une comédie musicale. Ce projet est étonnant parmi la liste des remakes de grands classiques comme Alice au pays des merveilles (2010), Maléfique (2014), Le Livre de la jungle (2016) ou Mulan, le journaliste Mike Fleming écrit même que « celui-là je ne l'ai pas vu venir. »
Le 20 novembre 2014, le studio Disney confirme le tournage en Nouvelle-Zélande de janvier à avril 2015 de la nouvelle adaptation de Peter et Elliott le dragon avec de vrais acteurs,. La sortie du film réalisé par David Lowery est prévue en 2016. Robert Redford ou encore Bryce Dallas Howard sont au casting. Le 10 février 2015, David Lowery confirme le début du tournage en Nouvelle-Zélande,.
Le film Peter et Elliott le dragon (Pete's Dragon) de David Lowery sort en 2016.

## Analyse
John West rappelle que Peter et Elliott le dragon fait partie des nombreux droits détenus par le studio depuis longtemps, certains projets avaient été planifiés par Walt Disney mais suspendus à la fin des années 1960 et d'autres attendaient d'être mis en production comme La Course au trésor (1978). John Grant synthétise les critiques à la sortie du film, la plupart des métaphores, comme « une tentative [du studio] de plaire à tout le monde en même temps mais ne parvenant qu'à avoir le cul entre deux chaises ».

### Tentative de reproduireMary Poppins
Le film est bien accueilli par le public mais il ne provoque pas une frénésie comparable à celle de Mary Poppins, qu'avait pourtant espérée le studio. David Koenig indique que les critiques ont été rudes à la sortie du film. L'une des critiques évoque même un film de type coffret mécano pour entreprise. Toutefois la critique la plus commune est d'être une tentative ratée de répéter le succès de Mary Poppins (1964), ce que Grant juge injustifié car, selon lui, les deux films sont très dissemblables. Ross Anderson note qu'à l'inverse de Mary Poppins, où des humains entrent dans un monde d'animation, ici c'est un dragon animé qui vit dans le monde réel. Leonard Maltin rappelle que cette critique est liée à la campagne publicitaire reprenant le graphisme de Mary Poppins mais déclare que les deux films ne jouent pas dans la même ligue. Malgré des recettes honorables en salles, le film est un effort décourageant pour les studios Disney en raison de cette comparaison avec Mary Poppins, un énorme succès financier et artistique, attribué à Walt Disney. Pour rappel, Drew Casper qualifie Mary Poppins de cerise sur le gâteau pour la carrière de Walt Disney et pour Robin Allan, Mary Poppins constitue l'épitaphe de Walt Disney au cinéma.
Selon Leonard Maltin, le film présente de nombreux problèmes, les premiers étant sa longueur et son rythme lent au début. Il y a aussi un point commun aux comédies musicales de Disney, la bande sonore est « piétonne »[Quoi ?], comportant quelques musiques agréables mais aucune mémorable après la fin du film. Tim Hollis et Greg Ehrbar considèrent qu'il ne suffit pas d'une comédie musicale traditionnelle pour relancer la division musicale du studio après Mary Poppins.

### Confrontation entre animation et acteurs
Leonard Maltin écrit que le scénario est parfait pour Disney, un orphelin échappant à ses cruels gardiens pour une ville de pêcheurs du Maine et recueilli par une femme et son père dans un phare. En raison de ce statut d'orphelin, Lynda Haas, Elizabeth Bell et Laura Sells associent le film au thème récurrent de la « mère absente » dans un sous-groupe où la mère n'est pas absente comme dans Pinocchio, Cendrillon, etc. mais qu'elle n'est présente que pour encourager ses enfants de manière bénévole, se sacrifiant pour atteindre ce but comme dans La Belle et le Clochard (1955) ou Fidèle Vagabond (1957). Douglas Brode imagine qu'Elliott, dans la tradition de l'envol final de Mary Poppins, s'envolera une fois qu'il aura normalisé ses relations de petit garçon abandonné avec son père. Thomas J. Harris, dans son livre Children's Live-Action Musical Films, critique fortement l'histoire et la composition de l'animation Elliott, trouvant la « fin à la Mary Poppins complètement absurde, car la vie de Peter avant de rencontrer Elliott n'est jamais développée ».
Pour Maltin, un autre problème réside au niveau du personnage féminin principal, Helen Reddy, une chanteuse populaire sans charisme à l'écran. Une erreur de l'actrice a nécessité la coupure de 13 minutes du film après sa première diffusion. David Koenig précise que la chanteuse était préoccupée par son accent australien qu'elle cherchait à masquer, problème inverse de Dick Van Dyke dans Mary Poppins qui forçait un accent britannique. Koenig considère qu'elle joue plus sur la diction que sur la conviction, se concentrant sur la prononciation et non sur son rôle. Par ses propos, Maltin fait incomber à l'actrice la majeure partie de l'écart de durée entre la version de 1977 et celle de 1984.
Maltin trouve une énième erreur, au niveau du personnage principal, Elliott et de ses interactions avec les personnages réels. Le personnage conçu par Ken Anderson a été animé et rendu vivant avec brio et humour par Don Bluth et son équipe. Chaque scène avec Sean Marshall et son ami animé est gagnante. Tout cela donne aux bouffonneries des autres personnages, réels, un aspect fatigant.

### Production de qualité mais un studio endormi
Malgré ces critiques, certaines auteurs voient dans ce film des éléments intéressants voire de grande qualité. John Grant considère la scène de la larme de Peter recueillie par Elliott comme un chef-d'œuvre des effets spéciaux dans l'histoire du cinéma de par l'usage de plusieurs méthodes. Dans leur encyclopédie du cinéma, Adolf Heinzlmeier et Berndt Schulz attribuent une note moyenne de deux étoiles et écrivent qu'il est à la limite de la sensiblerie, mais avec des effets spéciaux impressionnants. Mark Arnold considère le film comme le film préféré de sa jeunesse, appréciant l'animation et les personnages mais la musique étant un cran en dessous de Mary Poppins (1964). David Koenig rappelle que sans la sortie de Peter Elliott, Steven Spielberg n'aurait pas réalisé E.T., l'extra-terrestre (1982).
Pour Leonard Maltin, le choix d'une jeune chanteuse pour le rôle principal et la campagne publicitaire « à la » Mary Poppins ont joué en défaveur du film en invitant à une comparaison et confirmant un sentiment général au sein de l'industrie cinématographique que toutes les décisions au sein des Studios Disney étaient sur la base de Qu'aurait fait Walt ?. Et la réponse aurait été « quelque chose de mieux » car Walt Disney, comme le rappelle Ward Kimball, bien que critiqué par les banques et les empires financiers pendant des années, parvenait à innover en prenant des risques.